# Mauricio Ortega
Mauricio Alexander Ortega Girón (Apartadó, 4 agosto 1994) è un discobolo colombiano.

## Palmarès
| Anno | Manifestazione          | Sede              | Evento           | Risultato | Prestazione | Note                                                             |
| ---- | ----------------------- | ----------------- | ---------------- | --------- | ----------- | ---------------------------------------------------------------- |
| 2011 | Mondiali allievi        | Villeneuve-d'Ascq | Lancio del disco | 4º        | 60,28 m     |                                                                  |
| 2012 | Mondiali juniores       | Barcellona        | Lancio del disco | 9º        | 57,50 m     |                                                                  |
| 2013 | Campionati sudamericani | Cartagena         | Lancio del disco | Bronzo    | 57,76 m     |                                                                  |
| 2014 | Giochi sudamericani     | Santiago          | Lancio del disco | Oro       | 59,95 m     | Record dei Giochi · Record nazionale                             |
| 2014 | Giochi CAC              | Veracruz          | Lancio del disco | Argento   | 60,69 m     |                                                                  |
| 2015 | Campionati sudamericani | Lima              | Lancio del disco | Oro       | 61,36 m     |                                                                  |
| 2015 | Giochi panamericani     | Toronto           | Lancio del disco | 7º        | 61,33 m     |                                                                  |
| 2015 | Mondiali                | Pechino           | Lancio del disco | 11º       | 62,01 m     |                                                                  |
| 2016 | Giochi olimpici         | Rio de Janeiro    | Lancio del disco | 18º (q)   | 61,62 m     |                                                                  |
| 2017 | Campionati sudamericani | Luque             | Lancio del disco | Oro       | 63,82 m     | Record dei campionati · Miglior prestazione personale stagionale |
| 2017 | Mondiali                | Londra            | Lancio del disco | 16º (q)   | 62,97 m     |                                                                  |
| 2018 | Giochi sudamericani     | Cochabamba        | Lancio del disco | Oro       | 62,10 m     | Record dei Giochi                                                |
| 2018 | Giochi CAC              | Barranquilla      | Lancio del disco | Oro       | 66,30 m     | Miglior prestazione personale                                    |
| 2019 | Campionati sudamericani | Lima              | Lancio del disco | Oro       | 58,89 m     |                                                                  |
| 2019 | Giochi panamericani     | Lima              | Lancio del disco | 5º        | 61,15 m     |                                                                  |
| 2019 | Mondiali                | Doha              | Lancio del disco | 20º (q)   | 61,92 m     |                                                                  |
| 2021 | Giochi olimpici         | Tokyo             | Lancio del disco | 7º        | 64,08 m     |                                                                  |
| 2022 | Mondiali                | Eugene            | Lancio del disco | 26º (q)   | 59,91 m     |                                                                  |
| 2022 | Giochi sudamericani     | Asunción          | Lancio del disco | Argento   | 63,59 m     |                                                                  |
| 2023 | Giochi CAC              | San Salvador      | Getto del peso   | Argento   | 61,67 m     |                                                                  |
| 2023 | Campionati sudamericani | San Paolo         | Lancio del disco | Bronzo    | 60,15 m     |                                                                  |
| 2023 | Giochi panamericani     | Santiago          | Lancio del disco | Argento   | 61,86 m     |                                                                  |
| 2024 | Giochi olimpici         | Parigi            | Lancio del disco | 18º (q)   | 61,97 m     |                                                                  |
| 2025 | Sudamericani            | Mar del Plata     | Lancio del disco | Bronzo    | 61,91 m     |                                                                  |